# Exocentrus senegalensis
Exocentrus senegalensis är en skalbaggsart som beskrevs av Stefan von Breuning 1958. Exocentrus senegalensis ingår i släktet Exocentrus och familjen långhorningar.
Artens utbredningsområde är Senegal. Inga underarter finns listade i Catalogue of Life.